# سولومون ويلارد
سولومون ويلارد (بالإنجليزية: Solomon Willard)‏ هو نحات أمريكي، ولد في 26 يونيو 1783 في بيترسهام في الولايات المتحدة، وتوفي في 27 فبراير 1861 في كوينسي في الولايات المتحدة.